# Bazilika Székesfehérvár
Bazilika Székesfehérvár ali Bazilika Marijinega vnebovzetja (madžarsko Nagyboldogasszony-bazilika) je bila bazilika v Székesfehérvárju (latinsko Alba Regia) na Madžarskem. Od leta 1000 do 1527 je bila kraj kronanja madžarskih kraljev. Potem ko so mesto leta 1543 zavzeli Osmani, so se kronanja madžarskih kraljev preselila drugam; stavba je bila močno poškodovana v požaru leta 1601. Leta 1777 jo je nadomestila stolnica v Székesfehérvárju.

## Ozadje
Baziliko Marijinega vnebovzetja je v poznih 1010-ih zgradil sveti Štefan I. Ogrski, prvi madžarski kralj. Nikoli ni bila škofovska, ampak so jo uporabljali kot glavno cerkev vladarjev Madžarske.
Bazilika je bila najpomembnejši kraj Ogrske kraljevine v srednjem veku, saj je vsebovala kronske dragulje, vključno s prestolom, krono sv. Štefana, zakladnico in arhiv. V tej baziliki je bilo kronanih 37 kraljev in 39 kraljic, 15 pa jih je bilo v njej pokopanih. Leta 1543 so Székesfehérvár zasedli Turki. Kraljevi grobovi so bili izropani, bazilika pa je bila uporabljena za shranjevanje smodnika, medtem ko je stolnica sv. Martina v Pozsonyju (danes Bratislava, Slovaška) postala novo mesto kronanj.
Leta 1601 je stavbo uničil požar. V tem času je bila osmanska vladavina mesta prekinjena za približno eno leto.
Njene ostanke so porušili in uporabili za gradnjo nove škofovske rezidence in za obnovo druge stare cerkve, ki je v 18. stoletju postala stolnica škofije Szekesfehervar, postavljena leta 1777.
V poznih 1930-ih so za porušeno apsido bazilike postavili mavzolej sv. Štefana.

## Kronanja
Seznam madžarskih monarhov, ki so bili kronani v kraljevi baziliki v Székesfehérvárju.
- Štefan I. Ogrski (1000)
- Peter Orseolo (1038)
- Sámuel Aba (1044)
- Andrej I. Ogrski (1046)
- Béla I. Ogrski (1060)
- Salomon Ogrski (1063)
- Géza I. Ogrski (1075)
- Ladislav I. Ogrski (1081)
- Koloman Ogrski (1095)
- Štefan II. Ogrski (1116)
- Béla II. Ogrski (1131)
- Štefan III. Ogrski (1162)
- Ladislav II. Ogrski (1162)
- Štefan IV. Ogrski (1163)
- Béla III. Ogrski (1173)
- Ladislav III. Ogrski (1204)
- Andrej II. Ogrski (1205)
- Béla IV. Ogrski (1235)
- Štefan V. Ogrski (1246, 1270)
- Ladislav IV. Ogrski (1272)
- Andrej III. Ogrski (1290)
- Venčeslav III. Češki (1301)
- Oto III. Bavarski (1305)
- Karel I. Ogrski (1310)
- Ludvik I. Ogrski (1342)
- Marija I. Ogrska (1382)
- Sigismund Luksemburški (1387)
- Albreht II. Nemški (1437)
- Ladislav Posmrtni (1440)
- Vladislav III. Poljski (1440)
- Matija Korvin (1464)
- Vladislav II. Ogrski (1490)
- Ludvik II. Ogrski (1508)
- Ivan Zapolja (1526)
- Ferdinand I. Habsburški (1527)

## Pokopi
Madžarski monarhi in člani kraljevih družin, ki so bili pokopani v kraljevi baziliki v Székesfehérvárju. (Samo seznam pokopanih monarhov je popoln, vendar seznam pokopanih članov kraljeve družine ni popoln)
- Princ Sveti Emerik (1031)
- Kralj Štefan I. Ogrski (1038)
- Kraljica soproga Felicija Sicilijanska (ok. 1102)
- Kralj Koloman Ogrski (1116)
- Princ Álmoš (1137), umrl je leta 1127 v Konstantinoplu, njegov sin kralj Béla II. se je preselil nazaj in ponovno pokopal njegove posmrtne ostanke leta 1137
- Kralj Béla II. Ogrski (1141)
- Kralj Géza II. Ogrski (1162)
- Kralj Ladislav II. Ogrski (1162)
- Kralj Štefan IV. Ogrski (1165)
- Kraljica soproga Agnes Antiohijska (1184), njeni posmrtni ostanki so bili pozneje prestavljeni z možem kraljem Bélo III.
- Kralj Béla III. Ogrski (1196), njegovi posmrtni ostanki so bili prestavljeni leta 1848 in ponovno pokopani z ženo Agnes Antiohijsko v Matijevi cerkvi v Budimpešti leta 1898
- Kralj Ladislav III. (1205)
- Kraljica soproga Marija iz Bytoma (1317)
- Kralj Karel I. Ogrski (1342)
- Kralj Ludvik I. Ogrski (1342)
- Princesa Katarina Ogrska (1378)
- Kraljica soproga Elizabeta Bosanska (1390), žena kralja Ludvika I., je bila na skrivaj pokopana v Cerkev sv. Krševana v Zadru leta 1387, Elizabetino telo je bilo leta 1390 prestavljeno in ponovno pokopano v baziliki Székesfehérvár
- Kralj Albert II. Nemški (1439)
- Kraljica soproga Elizabeta Luksemburška (1442)
- Kralj Matija Korvin (1490)
- Kralj Vladislav II. Češki (1516)
- Kraljica soproga Anne of Foix-Candale (1516), umrla je leta 1506 in pokopana v Budimu, leta 1516 je bila ponovno pokopana z možem kraljem Vladislavom II.
- Kralj Ludvik II. Ogrski (1526)
- Kralj Ivan Zapolja (1540)

V kraljevi baziliki v Székesfehérvárju so bili pokopani tudi madžarski plemiči. (seznam ni popoln)
- Philip Drugeth (1327)
- Pippo Spano (1426)

## Arhitekturni pomen
Bazilika je bila zgrajena leta 1010 pod madžarskim kraljem Štefanom Svetim. Cerkev je dal zgraditi kot triladijsko baziliko s štirimi stolpi. Svoj čas je bila ena najveličastnejših cerkva v Evropi. Z dolžino 60 m in širino 30 m je imela površino približno 1800 m². Takratni stolnici v Mainzu in Kölnu sta bili kljub enaki širini bistveno daljši (obe za 100 m). Štiri papeške bazilike v Rimu so bile dvakrat do štirikrat večje, Hagija Sofija v Konstantinoplu pa je imela veliko drznejšo konstrukcijo z nekajkrat večjo tlorisno površino.
Kralj Karel I. Ogrski je dal izvesti obsežna obnovitvena dela. Markus von Kált piše o tem v Madžarski slikovni kroniki (Chronica de Gestis Hungarorum) takole:
»V letu Gospodovem 1318 se je gospod kralj poročil z ljubico Beatrix, hčerko rimskega kralja (…) Istega leta je kralj začel graditi cerkev Blažene Device Albe, ki je bila pogosto opustošena od požara, da bi bila pokrita s svinčeno streho. To cerkev je okrasil z veličastnim obokom in jo tudi utrdil z močnimi stebri.«